# Francis E. Walter

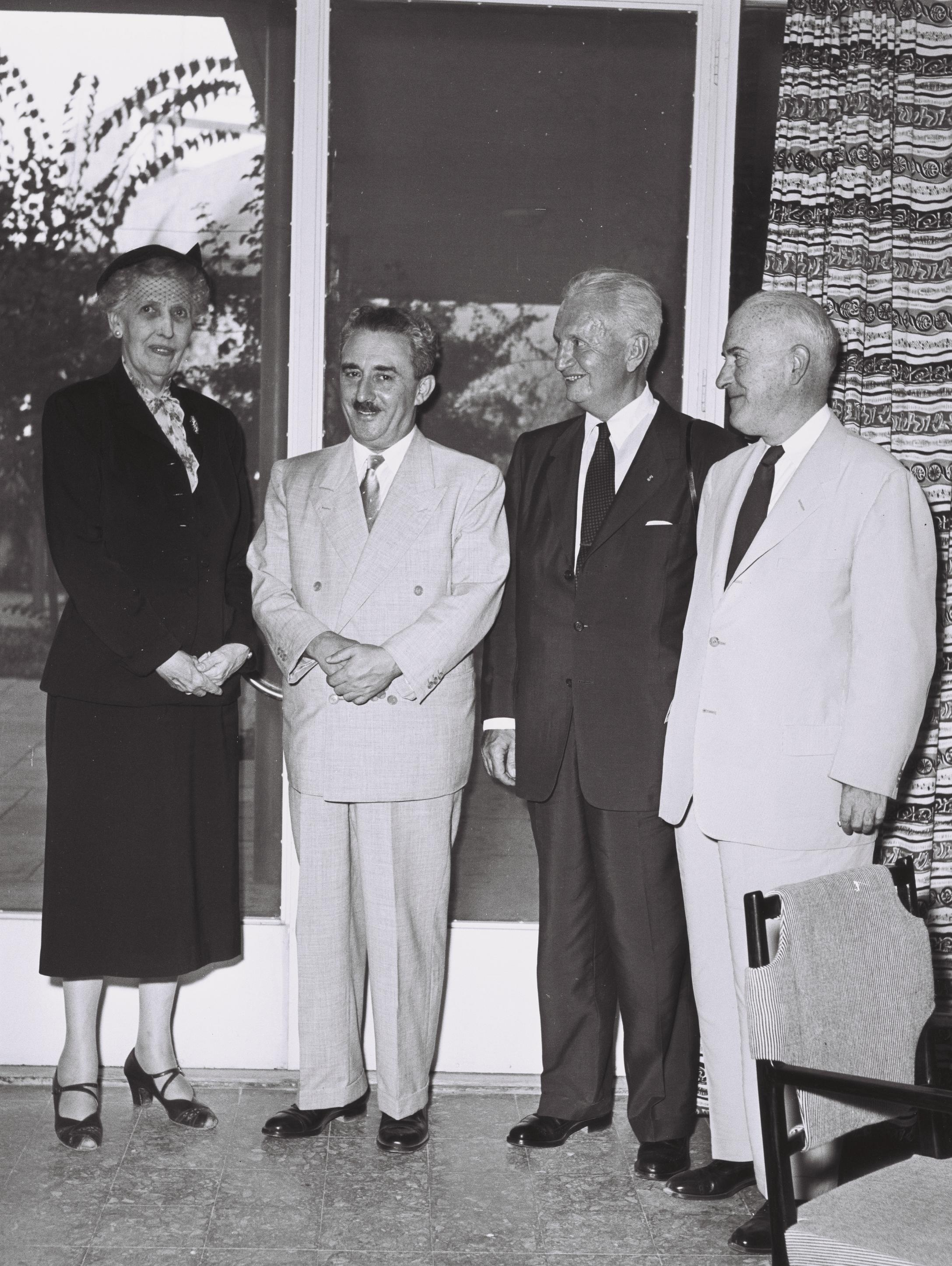
Francis E. Walter (2. von rechts) und die Kongressabgeordneten Ruth Thompson und John J. Rooney (rechts) bei einem Treffen mit dem israelischen Außenminister Mosche Scharet

Francis Eugene Walter (* 26. Mai 1894 in Easton, Pennsylvania; † 31. Mai 1963 in Washington, D.C.) war ein US-amerikanischer Politiker. Zwischen 1933 und 1963 vertrat er den Bundesstaat Pennsylvania im US-Repräsentantenhaus.

## Werdegang
Francis Walter besuchte die öffentlichen Schulen seiner Heimat. Später studierte er an der Lehigh University in Bethlehem sowie an der George Washington University und der Georgetown University in Washington. Sowohl während des Ersten als auch während des Zweiten Weltkrieges diente er im Fliegerkorps der US Navy. Nach einem Jurastudium und seiner 1919 erfolgten Zulassung als Rechtsanwalt begann er in Easton in diesem Beruf zu arbeiten. Er wurde auch Direktor der Firma Broad Street Trust Co in Philadelphia und der Easton National Bank. Von 1928 bis 1933 war er Anwalt des Northampton County. Politisch wurde er Mitglied der Demokratischen Partei. Im Juni 1928 nahm er als Delegierter an der Democratic National Convention in Houston teil.
Bei den Kongresswahlen des Jahres 1932 wurde Walter im 21. Wahlbezirk von Pennsylvania in das US-Repräsentantenhaus in Washington gewählt, wo er am 4. März 1933 die Nachfolge von Jacob Banks Kurtz antrat. Nach 15 Wiederwahlen konnte er bis zu seinem Tod am 31. Mai 1963 im Kongress verbleiben. Zwischen 1945 und 1953 vertrat er dort den 20. und seit 1953 den 15. Distrikt seines Staates. Von 1933 bis 1941 wurden die New-Deal-Gesetze der Roosevelt-Regierung verabschiedet. 1935 wurden erstmals die Bestimmungen des 20. Verfassungszusatzes angewendet, wonach die Legislaturperiode des Kongresses jeweils am 3. Januar endet bzw. beginnt. Seit 1941 war die Arbeit des Kongresses von den Ereignissen des Zweiten Weltkrieges und dessen Folgen geprägt. Walter erlebte auch den Beginn des Kalten Krieges, den Koreakrieg und den Anfang der Bürgerrechtsbewegung als Kongressabgeordneter.
Seit 1955 war der als sehr konservativ geltende Walter Vorsitzender des Ausschusses für unamerikanische Umtriebe. Er war Mitverfasser des Einwanderungsgesetzes Immigration and Nationality Act aus dem Jahr 1952. Francis Walter wurde auf dem Nationalfriedhof Arlington beigesetzt.